# Veliki Lagan (Lagnići)
Koordinati:   44°09′57″N, 14°48′30″E
Veliki Lagan je majhen nenaseljen otoček v Jadranskem morju. Pripada Hrvaški.
Otoček leži okoli 1,3 km severozahodno od zaliva Valaćin žal na severozahodnem delu Dugega otoka. Površina otočka meri 0,022 km². Dolžina obalnega pasu je 0,69 km